# Крюков, Сергей Игоревич
Сергей Игоревич Крюков (род. 24 апреля 1947 г. в Ленинграде) — советский и российский архитектор.

## Биография
Сергей Крюков родился 24 апреля 1947 года в Ленинграде в семье служащих. После окончания восьмилетней школы № 182, он продолжил образование в Архитектурно-Строительном техникуме, на Моховой улице. В 1967 году, окончив техникум, Сергей Игоревич поступил в Ленинградский Инженерно-Строительный Институт (ныне Санкт-Петербургский государственный архитектурно-строительный университет), который окончил в 1972 году, и получил специальность архитектора.
В 80-х годах XX века Сергей Игоревич Крюков занимался проектами строительства детских садов и жилых зданий в исторической части города. С начала 90-х годов XX века архитектор начинает работу в области храмовой архитектуры. Один из первых проектов был посвящён храму Святой Живоначальной Троицы на кладбище в Старом Петергофе при участии архитекторов Б. Г. Костыгова, В. Ф. Дроздова и О. А. Гефнер. В 1998 году по проекту С. И. Крюкова был построен деревянный храм Святителя Николая Чудотворца в Колпино. Позже, с 2000 по 2003 год, рядом с храмом был построен церковно-приходской дом. По проекту Крюкова в 2003—2007 годах возводится Свято-Троицкий собор — центральный объект этого храмового ансамбля в Колпино. В 2009 году по проекту архитектора построена деревянная церковь Сретения Господня в деревне Самушкино (Воронов Погост) Волховского района Ленинградской области.
В 2011 году было завершено строительство храма Воскресения Христова в поселке Шушары Пушкинского района Санкт-Петербурга по проекту Крюкова.
19 декабря 2009 года архитектор Сергей Игоревич Крюков награждён серебряной медалью Святого Первоверховного Апостола Петра.

## Реализованные проекты
- Церковь Святителя Николая Чудотворца в Колпино (1997 г.)
- Бизнес-центр «Лиговский Проспект» в Санкт-Петербурге (2007 г.)
- Свято-Троицкий собор в Колпино (2009 г.)
- Храм Сретения Господня в деревне Самушкино Ленинградской области (2011 г.)
- Храм Воскресения Христова в Шушарах (2011 г.)

## Проекты
- Воссоздание причтового дома при храме Феодоровской Иконы Божией Матери в Санкт-Петербурге (опираясь на рисунки первого автора дома — архитектора С. С. Кричинского)
- Храм Ильи Пророка в Гатчине
- храм Покрова Пресвятой Богородицы в поселке Новолисино Ленинградской области